# Тулегенова Бібігуль Ахметівна
Бібігу́ль Ахме́тівна Тулеге́нова (каз. Бибігүл Төлегенова.; народ. 16 грудня 1929, Семипалатинськ, Казахська РСР, СРСР) — радянська і казахстанська оперна співачка (лірико-колоратурне сопрано), педагог. Герой Соціалістичної Праці (1991). Народна артистка СРСР (1967). Лауреат Державної премії СРСР (1970).

## Біографія
Бібігу́ль Ахме́тівна Тулеге́нова народилася 16 грудня 1929 року у Семипалатинську (нині — місто Сімей у Східно--Казахстанській області Казахстана).
Виросла у родині, де часто лунала музика — батько любив грати на скрипці, мати-татарка жобре співала. У 1937 році батька заарештували у Катон-Карагаї він зник назавжди. У 1946 році, навчаючись у сьомому класі вечірньої школи, пішла працювати на м'ясокомбінат, де могла співати у гуртку художньої самодіяльності. На юну співачку звернула увагу письменниця Галина Серебрякова, котра перебувала у Семипалатинську на засланні. Вона взяла над Тулегеновою опіку, дала їй перші уроки музики. За наполяганням Серебрякової Бібігуль вступила на вокально-хоровий факультет Казахської консерваторії в Алма-Аті, котру закінчила у 1954 році (педагог Н. Н. Самишіна).
Під час навчання у 1951 році працювала солісткою на Казахському радіо, де виконувала популярні народні та естрадні пісні.
З 1954 року — солістка Державного академічного театру опери та балету ім. Абая в Алма-Аті.
З 1956 року — солістка трупи Казахського державного академічного оркестру народних інструментів ім. Курмангази Казахської філармонії. Разом з трупою оркестру гастролювала по всьому СРСР. У 1958 році стала лауреатом Всесоюзного конкурсу артистів естради.
З 1971 року — знову солістка Казахського театру опери та балету ім. Абая.
Виступає у концертах - виконує класичний репертуар і народні пісні.
Гастролювала за рубежем (Китай, Польща, НДР, В'єтнам, Індія, Алжир, Єгипет, Сирія, Чехословаччина, Канада, Швеція, Франція, Італія).
З 1980 року і донині веде клас вокала у Казахській національній консерваторії ім. Курмангази, професор (1982).
Художній керівник і голова журі Міжнародного конкурсу вокалістів Бібігуль Тулегенової (2001, 2004, 2007, 2010, 2011, 2012, 2014).
Депутат ВР Казахської РСР 7—9-го скликань (1968—1982).
Наразі Бібігуль Тулегенова — єдина жінка серед казахстанців, котрі живуть нині, удостоєних звання Народний артист СРСР. До того ж вона остання особа в історії СРСР, яка одержала звання Героя Соціалістичної Праці (за офіційно опублікованими указами).
Живе у місті Алмати.

### Особисте життя
Співачка тричі була одружена. Доньки — Гузель і Мар'ямгуль (померла у 2007), син — Тулеген.

## Творчість
До різноманітного репертуару співачки увійшли: народний пісні «Гayhap тас», «Жиырма мара», твори казахських композиторів «Булбул» Л. Хаміді, «Қос қарлығаш» Е. Брусиловського, «Еске алу» М. Тулебаєва, «Тарантела». Е.Рахмадієва, «Көктем вальсі» С. Мухамеджанова, а також романси П. І. Чайковського, С.В. Рахманінова, арії з опер М. Римського-Корсакова, твори західних композиторів (Г. Доніцетті, Е. Григ, Ф. Шуберт) та ін. Виконувала концерти для голосу з оркестром Р. Глієра і С. Мухамеджанова.

### Оперні партії
- «Кыз Жибек» Е. Брусиловського — Киз Жибек
- «Абай» А. Жубанова і Л. Хаміді — Ажар
- «Енлік-Кебек» Г. Жубанової — Енлик
- «Алпамис» ЕІ. Рахмадієва — Гульбаршин
- «Алтинчач» Н. Жиганова — Алтынчач
- «Травиата» Дж. Верді — Віолетта
- «Риголетто» Дж. Верді — Джильда
- «Севильский цирюльник» Дж. Россіні — Розина
- «Дон Паскуале» Г. Доніцетті — Норина
- «Дон Жуан» В. Моцарт — Церліна
- «Снігуронька» М. Римського-Корсакова — Снігуронька

### Фільмографія
- 1954 — «Дочка степів» — Карашаш
- 1955 — «Це було у Шугле» — Майри (виконання пісень)
- 1957 — «Наш любий доктор» — співачка (виконує «Вальс про весну» О. Зацепіна)
- 1968 — «Ангел у тюбетейці» — камео
- 1975 — «Храни свою зорю» — виконання пісень
- 2005 — «Вокальні паралелі» — камео
- 2011 — «Алдар Косе» — бабуся Алдара
- 2011 — «Небо мого дитинства» — бабуся Нурсултана

### Дискография
- 2002 — Суйікті Әндер (Beloved Songs/Улюблені пісні)
- 2005 — CD « Видатні митці вокального мистецтва Казахстану» (Ермек Серкебаєв, Роза Джаманова, Бібігуль Тулегенова, Алібек Днишев), десятий випуск у серії «Асил Мура» [недоступне посилання] ().
- 2006 — Бібігуль Тулегенова. «Special Edition», Вокальна антологія (10 CD)  [Архівовано 5 березня 2016 у Wayback Machine.].
- 2011 — «Під місяцем золотим» (архівні записи)  [Архівовано 13 березня 2012 у Wayback Machine.].

## Нагороди і звання

#### Нагороди Казахстана
- 1998 — Пам'ятна медаль «Астана»
- 1999 — Особовий Золотий знак Президента Республіки Казахстан «Алтын барыс»
- 1999 — Почесний громадянин Астани
- 2000 — один з найвищих орденів Республіки Казахстан «Отан» за особливі заслуги перед національним мистецтвом.
- 2001 — «Людина року» у номінації «За внесок у музичне мистецтво Казахстана»
- 2001 — Незалежна загальнонаціональна премія «Тарлан» («За вгнсок» у розділі «Музика», «Клуб меценатів Казахстана»)
- 2002 — Особиста зірка на алеї зірок Казахстана
- 2011 — Почесний громадянин Східно--Казахстанської області
- 2012 — Почесний громадянин Алмати
- 2013 — Премія «Суспільне визнання» у номінації «Національне визнання. Людина-легенда»[4]
- 2016 — Державна стипендія Першого Президента Республіки Казахстан — Лідера Нації в галузі культури (2016)[5][6]
- 2017 — Державна стипендія Першого Президента Республіки Казахстан — Лідера Нації у галузі культури (2017).[7]
- 2019 — Указом президента Республіки Казахстан від 29 листопада 2019 року нагороджена орденом «Барис» 1 ступеня, котрим відзначаються особи за видатний внесок у розвиток вітчизняної культури і музичного мистецтва (2019)[8][9]
- Нагороджена кількома державними, ювілейними та урядовими медалями Республіки Казахстан і др.

#### Нагороди СРСР та інших країн
- 1959 — Народна артистка Казахської РСР
- 1959 — Орден Трудового Червоного Прапора (Указом Президії Верховної Ради СРСР від 3 січня 1959 року)
- 1966 — Державна премія Казахської рСР ім. К. Байсеїтової
- 1967 — Народна артистка СРСР
- 1970 — Державна премія СРСР за концертні програми 1967—1968 років
- 1976 — Орден Леніна (Указом Президії Верховної Ради СРСР від 23 березня 1976 року)
- 1991 — Герой Соціалістичної Ропці (Указом Президії Верховної Ради СРСР від 21 грудня 1991 року)
- 1991 — Орден Леніна (Указом Президії Верховної Ради СРСР від 21 грудня 1991 року)
- 2014 — Міждержавна премія «Зірки Співдружності» в галузі гуманітарної діяльності (Рада з гуманітарної співпраці держав-учасників СНД)[10]
- Нагороджена кількома ювілейними та рядовими медалями СРСР та ін.